# ディカーブ郡 (テネシー州)
ディカーブ郡（ディカーブぐん、英語: DeKalb County）は、アメリカ合衆国テネシー州の南部に位置する郡である。2010年国勢調査での人口は17,723人であり、2000年の17,423人から1.7%増加した。郡庁所在地はスミスビル市（人口4,530人）であり、同郡で人口最大の都市でもある。

## 歴史
ディカーブ郡は1837年から1838年頃、キャノン郡、ウォーレン郡、ホワイト郡のそれぞれ一部を合わせて設立された。歴史家のウィル・T・ヘイルは、郡内最初の開拓者は、1797年にメリーランド州から来てリバティに入った者だったと考えている。これが事実ならば、最初の開拓者はアダム・デールである。デールはカンバーランド山地を越えてきた可能性があるが、ある史料では、オハイオ川を下り、カンバーランド川を上ってナッシュビルに行き、続いて陸路を約56マイル (90 km) 進んだとしている。そこはほとんど原始の森林だった。中部テネシーの土地管理事務所は1783年に開設された。
ディカーブ郡には重要な硝石の鉱山があった。硝石は弾薬の主要成分であり、洞窟の土を濾すことで得られた。エイブラハム・オーバーオールは1805年にバージニア州ルーレイ郡から移ってきて現在のリバティがある地に入った者であり、彼に因んでオーバーオール洞窟が名付けられた。オーバーオールは多くの奴隷を所有し、オーバーオール洞窟がある場所に大型のプランテーションを所有していた。この洞窟に残っている硝石濾過用樽2機は米英戦争のときのものである可能性があるが、南北戦争の時にも採掘された。その他にダウェルタウンに近いアバント洞窟、ドライクリークバレーにあるインディアングレイブポイント洞窟、テンペランスホール近くにあるテンペランス・ソルトピーター洞窟などで硝石が採掘された。

## 地理
アメリカ合衆国国勢調査局に拠れば、郡域全面積は329平方マイル (852.1 km2)であり、このうち陸地305平方マイル (789.9 km2)、水域は24平方マイル (62.2 km2)で水域率は7.42%である。

### 隣接する郡
- パットナム郡 - 北東
- ホワイト郡 - 東
- ウォーレン郡 - 南
- キャノン郡 - 南西
- ウィルソン郡 - 西
- スミス郡 - 北西

## 人口動態

人口ピラミッド

以下は2000年の国勢調査による人口統計データである。
| 基礎データ - 人口: 17,423人 - 世帯数: 6,984 世帯 - 家族数: 4,986 家族 - 人口密度: 22人/km2（57人/mi2） - 住居数: 8,409軒 - 住居密度: 11軒/km2（28軒/mi2） 人種別人口構成 - 白人: 95.58% - アフリカン・アメリカン: 1.43% - ネイティブ・アメリカン: 0.28% - アジア人: 0.14% - 太平洋諸島系: 0.02% - その他の人種: 1.62% - 混血: 0.94% - ヒスパニック・ラテン系: 3.63% | 年齢別人口構成 - 18歳未満: 23.3% - 18-24歳: 8.5% - 25-44歳: 29.3% - 45-64歳: 24.6% - 65歳以上: 14.3% - 年齢の中央値: 38歳 - 性比（女性100人あたり男性の人口） - 総人口: 97.7 - 18歳以上: 94.9 世帯と家族（対世帯数） - 18歳未満の子供がいる: 30.1% - 結婚・同居している夫婦: 56.1% - 未婚・離婚・死別女性が世帯主: 11.1% - 非家族世帯: 28.6% - 単身世帯: 25.5% - 65歳以上の老人1人暮らし: 10.7% - 平均構成人数 - 世帯: 2.45人 - 家族: 2.90人 | 収入と家計 - 収入の中央値 - 世帯: 30,359米ドル - 家族: 36,920米ドル - 性別 - 男性: 29,483米ドル - 女性: 20,953米ドル - 人口1人あたり収入: 17,217米ドル - 貧困線以下 - 対人口: 17.0% - 対家族数: 11.8% - 18歳未満: 20.0% - 65歳以上: 20.1% |

## 都市と町
- アレクサンドリア
- ダウェルタウン
- リバティ
- スミスビル - 郡庁所在地